# Clitellata
Classe
Sous-classes de rang inférieur
- Hirudinea (les sangsues)
- Oligochaeta (Lombrics, Tubifex...)

Classification phylogénétique
- bilatériens
  - protostomiens
    - lophotrochozoaires
      - eutrochozoaires
        - syndermates
          - rotifères
          - acanthocéphales
          - cycliophores ?

        - spiraliens
          - entoproctes
          - parenchymiens
            - plathelminthes
            - némertes

          - mollusques
          - siponcles
          - annélides

      - lophophorata

    - chaetognathes ?
    - cuticulates

  - mésozoaires ?
  - deutérostomiens
    - échinodermes
    - pharyngotrèmes

Les Clitellates (Clitellata) constituent une classe de l'embranchement des vers annélides, contenant la plupart des espèces de vers de la terre ferme. 

## Description et caractéristiques
Ces annélides ont la particularité de posséder un clitellum, qui est un renflement de certains métamères (ou anneaux) de l'animal sécrétant un cocon muqueux dans lequel sont déposés les œufs. Ce mucus sert de protection hydrique et de réserve nutritive (une sorte d'exo-vitellus) aux embryons.
Les clitellates sont fondamentalement les Annélides adaptés au milieu terrestre (Oligochètes (lombric) et Achètes (sangsue)). Ils ont une fécondation interne et un développement direct (sans stade larvaire contrairement aux Annélides Polychètes).

## Liste des ordres
| Selon World Register of Marine Species (27 juillet 2015) : ___ - classe Clitellata - sous-classe Hirudinea - infra-classe Acanthobdellidea - genre Acanthobdella (Grube, 1851) - infra-classe Euhirudinea - ordre Arhynchobdellida - ordre Rhynchobdellida - sous-classe Oligochaeta - ordre Capilloventrida Timm in Schmelz, Erséus, Martin, van Haaren & Timm, 2021 - ordre Crassiclitellata Jamieson, 1988 - ordre Enchytraeida Kasprzak, 1984 - ordre Haplotaxida Brinkhurst, 1971 (dont les lombrics) - ordre Lumbriculida Brinkhurst, 1971 - ordre Randiellida Jamieson, 1988 - ordre Tubificida Jamieson, 1978 - Oligochaeta incertae sedis | Selon ITIS : - classe Clitellata - sous-classe Hirudinea Lamarck, 1818 - infra-classe Acanthobdellidea Livanow, 1905 - ordre Acanthobdellida Grube, 1851 - infra-classe Euhirudinea Lukin, 1956 - ordre Arhynchobdellida Blanchard, 1894 - ordre Rhynchobdellida Blanchard, 1894 - sous-classe Oligochaeta - ordre Branchiobdellida - ordre Haplotaxida - ordre Lumbriculida - ordre Moniligastrida |